# Bygholm å
Bygholm å är ett omkring 15 kilometer långt vattendrag i Danmark. Det skapas där Gesager å och Møllebæk rinner samman. Det passerar herrgården Bygholm. Kring mynningen i Horsens fjord har Horsens vuxit upp. Det finns ett skyddat område, Bygholm ådal, längs vattendrag. Bygholm sø bildades genom att ån dämdes upp för att driva ett vattenkraftverk som var i drift mellan 1918/1919 och 1959.